# Władysława Izdebska
Władysława Izdebska (ur. 8 kwietnia 1829 w Warszawie, zm. 30 października 1902 tamże) – polska pisarka.

## Życiorys
Pochodziła z rodziny ziemiańskiej. Otrzymała staranne wykształcenie domowe. Całe życie zajmowała się pracą pedagogiczną, pisała dla dzieci i młodzieży. Twórczość literacką rozpoczęła w 1854 roku, zamieszczając w „Czytelni Niedzielnej”, później również w „Bibliotece Warszawskiej”, komedyjki i powiastki umoralniające, a także opowiadania historyczne. W 1864 roku nawiązała stałą współpracę z czasopismem „Przyjaciel Dzieci”. Często posługiwała się kryptonimem Wł. z R. I. Od 1877 roku pisała również powieści. Utwory jej kilkakrotnie nagradzano na konkursach literackich, poświęconych twórczości dla dzieci i młodzieży.

## Twórczość
- Próba strzału. Komedia w 2 aktach. Wystawiona w Warszawie w 1857.
- Córka fabrykanta. Komedia w 2 aktach. Wystawiona w Warszawie w 1860.
- Wieczory z babunią. Powieści i opowiadania poświęcone dorastającej młodzieży polskiej. Warszawa, 1863.
- Wianek. Dziełko poświęcone dorastającej młodzieży, zawierające powieści, obrazki wierszem i prozą, komedyjki, opowiadania i wspomnienie historyczne. Warszawa, 1871.
- Naszyjnik babuni. Komedyjka w 1 akcie wierszem, uwieńczona nagrodą konkursową. Lwów, 1874; wyd. nast.: Warszawa, 1876; Warszawa, 1903.
- Pamiętnik babuni. Dziełko poświęcone dorastającej młodzieży[1]. Warszawa, 1875. Wyd nast.: Warszawa 1912; Warszawa 1932.
- Jest to cnota nad cnotami trzymać język za zębami. Przysłowie w 1 akcie prozą. Warszawa, 1876. Wyd. nast.: Warszawa 1899; Warszawa 1914.
- Praca bogactwem. Powieść dla dorastającej młodzieży oryginalnie napisana[2]. Warszawa, 1877.
- Teatrzyk dla młodego wieku. Zbiór komedyjek wierszem i prozą oryginalnie napisanych dla dorastającej młodzieży. Warszawa, 1876.
- Wiązka bławatków. Zbiór powieści, opowiadań, obrazków wierszem i prozą młodemu wiekowi poświęconych. Warszawa, 1878.